# Piotr Chijachov
Piotr Aleksándrovich Chijachov (en ruso: Пётр Александрович Чихачёв, en transcripción francesa: Pierre (Alexandrovitch) de Tchichatscheff) (Gátchina, 16 de agosto de 1808) - Florencia, Italia, 13 de octubre de 1890) fue un naturalista, botánico, geógrafo, y geólogo ruso que fue admitido en la Academia de Ciencias de Rusia en 1876 como miembro honorario. Es recordado por haber realizado extensas expediciones geográficas y minero-geológicas, visitando la región del macizo de Altái, Xinjiang (1845), y Asia Menor (seis veces entre 1847 a 1858). En 1877 y 1878, viajó a Túnez, España, Egipto y Argelia, donde observó relaciones geológicas, climatológicas y botánicas entre los países.

## Biografía

### Educación
Nació en el Gran Palacio de Gátchina, la residencia de verano de la emperatriz viuda María Fiódorovna. Su padre era Aleksandr Petróvich Chijachov, un coronel retirado del regimiento Preobrazhenski. Fue educado en casa en Tsárskoye Seló, la residencia de la familia imperial rusa, cerca de San Petersburgo, bajo la dirección de profesores del Lyceum Imperial. Luego entró en la Universidad de San Petersburgo y terminó su educación en el extranjero, asistiendo a conferencias de geólogos y mineralogistas famosos, y luego trabajó en París. No siendo un científico profesional, Chijachov, que tenía dinero suficiente y preparación científica, podía dedicarse completamente a su interés en las expediciones científicas y en la investigación. Estas produjeron resultados científicos esenciales, debido a la observación de su autor y al cuidadoso tratamiento del material recogido durante las expediciones científicas a las que Chijachov atrajo a destacados especialistas en diferentes campos.
Dado que recibió su formación científica en el extranjero, que publicó sus trabajos científicos en inglés, francés o alemán y que vivió principalmente en París, Chijachov no puede ser plenamente considerado un científico ruso, pero la ciencia rusa le debe reconocimiento por su exploración esencial de la geología y la geografía de Altái.

### Expediciones e investigación
La actividad científica independiente de Chijachov comenzó en 1841, cuando publicó descripciones geológicas del monte Gargano, en el sur de Italia, y de los alrededores de la ciudad de Niza. En 1842, publicó una descripción geológica de las provincias del sur del reino de Nápoles.
En el mismo año se hizo cargo de una gran expedición a los montes del macizo de Altái. Llegó a las fuentes de los ríos Abakán, Chu y Chulyshmán. Viajando a través de Altái meridional, Chijachov alcanzó territorios hasta entonces sin descubrir. Investigó también las montes Sayanes, sobre los que se contaban las historias más fantásticas, no solo en Europa Occidental, sino también en Rusia. En el Norte de Altái se encontró con los yacimientos de carbón más ricos del mundo, una región que llamó cuenca Kuznetsk. También estudió la cultura, la vida y las costumbres de las diversas tribus nómadas y asentadas en esta región.
En 1845, publicó un voluminoso trabajo sobre Altái, titulado Voyage scientifique dans l'Altai Oriental et les parties adjacentes de la frontière de Chine y presentó un informe sobre sus exploraciones de Siberia y los resultados del estudio del material recogido.
Chijachov pronto comenzó un estudio exhaustivo de Asia Menor, a la que dedicó veinte años de su vida. Después del viaje a Altái, se convirtió en agregado de la embajada de Rusia en Constantinopla. Aprovechó su estancia de dos años allí para estudiar turco y, a continuación, dejando el servicio diplomático, realizó durante 1847-1863 una serie de expediciones en Asia Menor, en las que hizo amplias investigaciones científicas y colecciones. Los resultados fueron publicados por Chijachov en una obra enorme, Asie Mineure: Description physique, statistique et archéologique de cette contrée. Esta obra, que comprende la geografía, la geología, la climatología, la zoología, la botánica y la paleontología de Asia Menor, representa la obra clásica de Chijachov, realizada en colaboración con numerosos expertos en diferentes ramas de las ciencias naturales.
Después de completar sus investigaciones de Asia Menor y habiendo llegado a la vejez, Chijachov terminó sus grandes viajes y expediciones pero no detuvo el trabajo científico. A principios de 1878, a la edad de 71 años, visitó Argelia y Túnez, y en 1880 publicó una descripción de su viaje bajo el título Espagne, Algérie et Tunisie. Además de sus trabajos geográficos y naturales histórico, Chijachov publicó varios trabajos políticos sobre la cuestión de Oriente.

### Fallecimiento

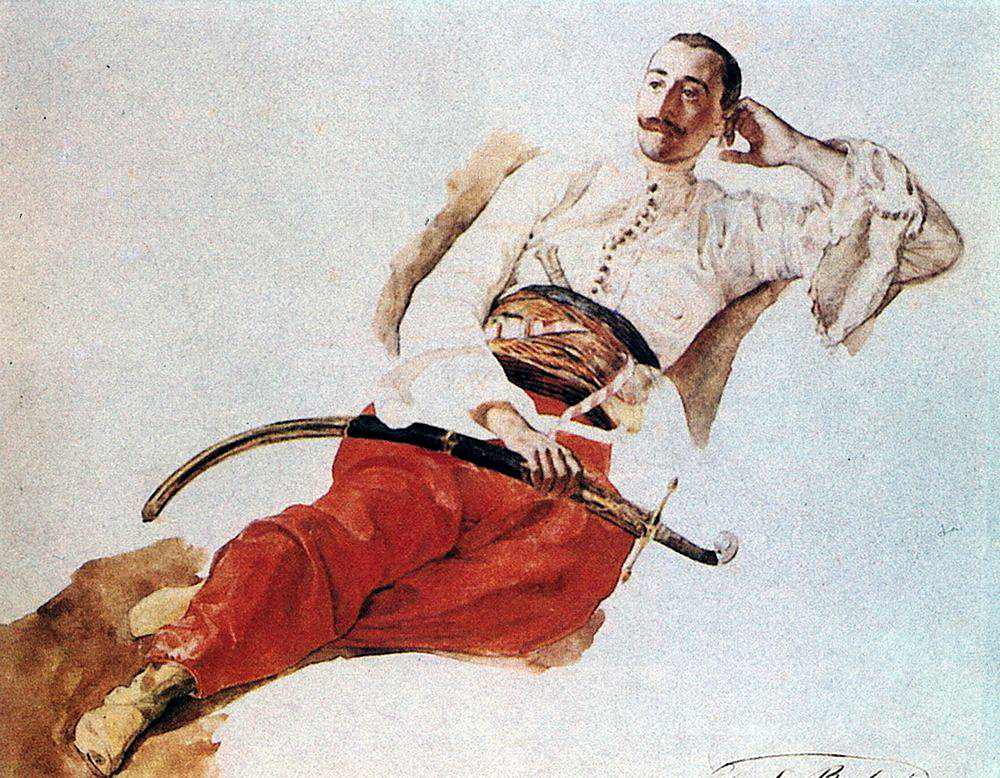
Retrato de Chijachov realizado por Karl Brullov (1835)

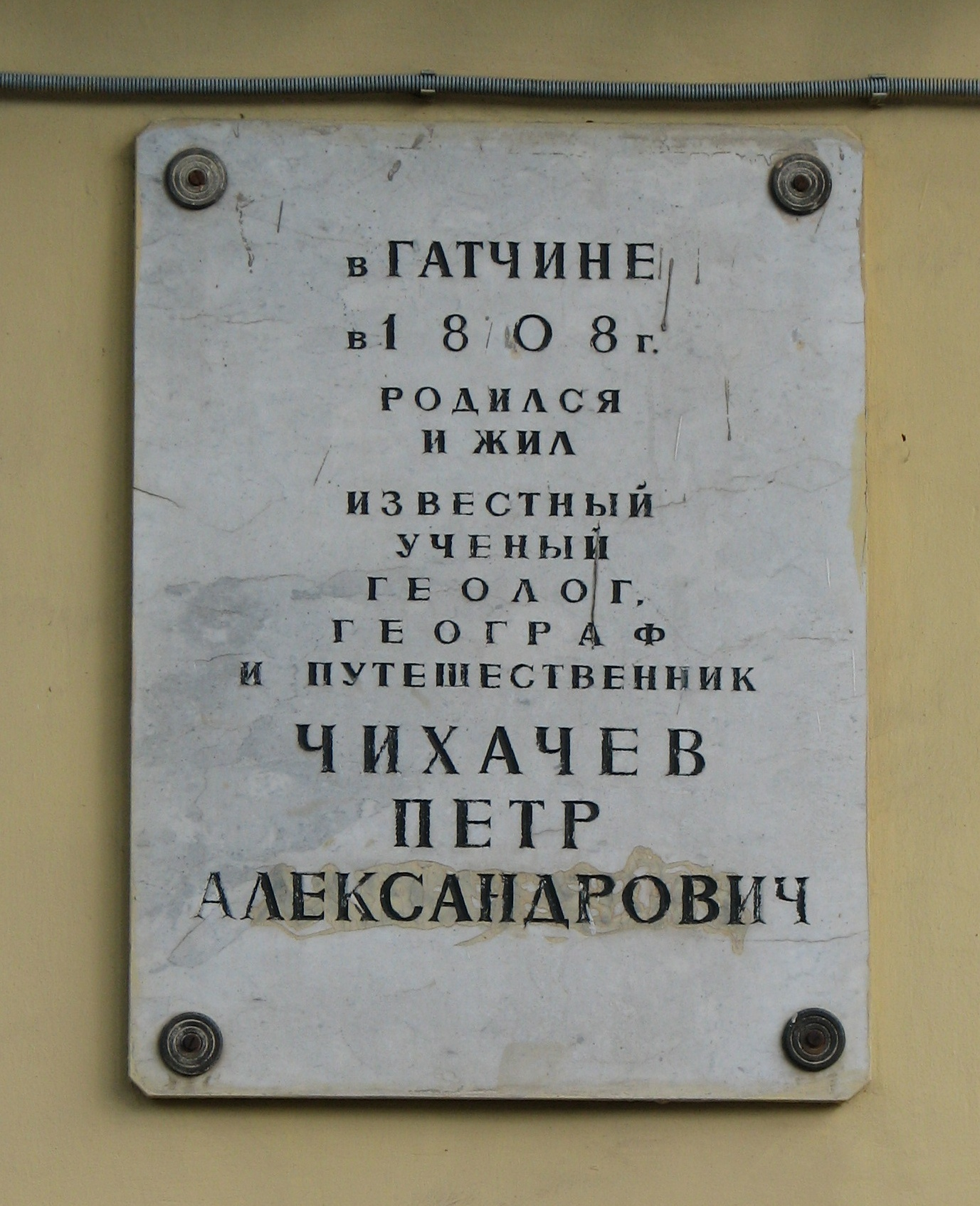
Placa conmemorativa en Gátchina

En 1890, publicó algunos artículos científico-naturales bajo el título de Etudes de géographie et d'histoire naturelle. Estos estudios representan fragmentos de lo que Chijachov había concebido como una gran obra científica sobre los desiertos del mundo, obra que no tuvo tiempo de terminar, muriendo en 1890 de neumonía. Para fomentar los viajes a través de Asia, dejó a la Academia de las Ciencias francesa una suma de 100.000 francos.

## Honores
En su memoria fue nombrada una cordillera en el macizo de Altái, la cordillera Chijachov.
Identificó y nombró 49 nuevas especies de plantas de muy diversas familias (IPNI).

## Obras
- Voyage scientifique dans l'Altai oriental. París, 1845.
- Asie Mineure. 8 tomos, París, 1852-1868.
- Espagne, Algérie et Tunisie, Paris 1880; Spanien, Algerien und Tunis, Leipzig 1882.
- Lettres sur la Turquie. Bruselas y Leipzig 1850.